# Сагитта
Сагитта (лат. Sagitta) — род беспозвоночных из типа щетинкочелюстных (Chaetognatha). Прозрачные морские животные, достигающие до 7 см в длину. Ведут пелагический образ жизни. Вытянутое цилиндрическое тело подразделено на три отдела: голову, туловище и хвост. На голове расположены два глаза и 6—10 длинных острых щетинок, используемых для ловли добычи. Окружённое парными рядами зубов ротовое отверстие открывается на голове терминально. По бокам от туловища отходят две пары плавников. Заостренный хвост несёт один непарный хвостовой плавник. Сагитты — гермафродиты: женские половые железы расположены в туловищном отделе, мужские — в хвостовом. Основу их рациона составляют планктонные ракообразные и их личинки.

## Классификация
На май 2018 года в род включают 3 вида:
- Sagitta bipunctata Quoy et Gaimard, 1828
- Sagitta bombayensis Lele et Gae, 1936
- Sagitta helenae Ritter-Záhony, 1911